# Slag op het Lechveld
De Slag op het Lechveld, die plaatsvond aan de Lech bij het Zuid-Duitse Augsburg, maakte in 955 een eind aan meer dan een halve eeuw van Hongaarse strooptochten in Europa. Hier hadden vooral Duitsland en Noord-Italië last van, maar ook Frankrijk, Zuid-Italië en zelfs Spanje waren niet veilig voor de gevreesde bereden boogschutters.
Otto I bracht de Hongaren een zo grote nederlaag toe dat er volgens de legende niet meer dan zeven Hongaren van het slagveld terugkeerden. De nomadische Hongaren gingen zich vanaf dat moment aan hun Europese omgeving aanpassen.

## Aanloop
In 953 waren de Hongaren door Duitse opstandelingen te hulp gevraagd en de Hongaren waren maar al te graag bereid deze hulp te bieden om tegelijkertijd plundertochten te houden in Duitsland. In 954 boden deze plundertochten Otto echter al de gelegenheid de adel achter zich te verenigen en de opstand te onderdrukken. Toen de Hongaren doorgingen met hun plundertochten, die in snel tempo zich uitbreidden van Duitsland tot zelfs Italië, Frankrijk en Noord-Spanje, besloot Otto definitief met ze af te rekenen. In het verleden was al gebleken dat de oversteekplaats van de Lech, bij het Lechveld in Augsburg, een geschikte plaats was om terugkerende Hongaren te verslaan: doordat de heuvels daar dicht aan de rivier liggen was daar geen ruimte voor de Hongaren om hun gevreesde lichte cavalerie te laten manoeuvreren - en als die zich niet snel kon verplaatsen waren ze geen partij voor de Duitse zware cavalerie. Daarbij kwam nog het voordeel dat een terugkerend leger was verzwakt door de plundertocht, was beladen met buit, vermoedelijk minder gedisciplineerd was en bovenal zich niet eenvoudig kon terugtrekken: de weg naar het veilige thuisland werd immers door de tegenstander bezet.
De Hongaren moesten de Duitsers dus uit hun tent lokken en tot een beslissende slag dwingen op een terrein dat door hen zelf werd gekozen. Om dit te bereiken belegerden ze Augsburg, een bisschopstad onder leiding van bisschop Ulrich. Otto I verzamelde terzelfder tijd zijn troepen te Ulm. De Hongaren hoorden dat de koning onderweg was en reden hun tegenstanders tegemoet. In het beboste gebied ten zuidwesten van Augsburg, het Rauherforst, waren de Duitsers (redelijk) veilig voor de Hongaarse pijlen maar was hun gezichtsveld zeer beperkt.

## De slag

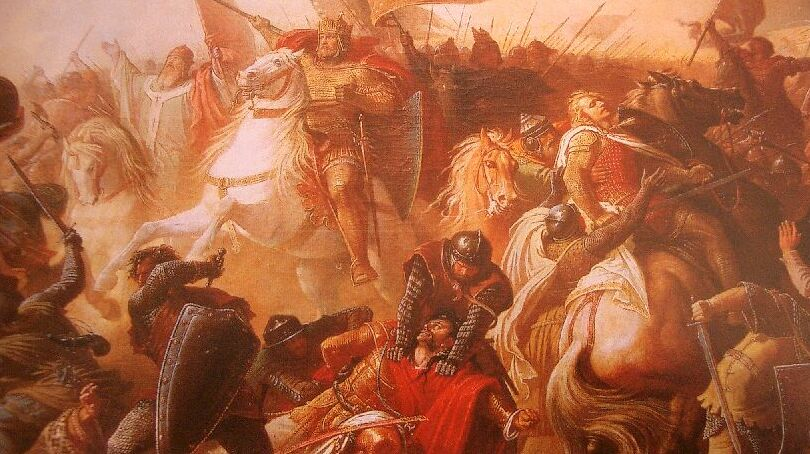
Schilderij uit de 19de eeuw dat de slag bij Lechfeld afbeeldt.

Otto bereidde de veldslag zorgvuldig voor en posteerde bovendien troepen langs alle vluchtroutes, met opdracht om vluchtende Hongaren aan te vallen en zo veel mogelijk te doden. Over het verloop van de slag is niet veel bekend. De Hongaren zouden de Duitse achterhoede hebben overvallen en de Boheemse en Zwabische troepen daar hebben verjaagd. Ze verzuimden echter de aanval door te zetten maar begonnen de Duitse voorraden te plunderen. Dit gaf Koenraad de Rode de gelegenheid een tegenaanval uit te voeren en de Hongaren terug te drijven. Tijdens een gevechtspauze zou Koenraad zijn helm hebben afgezet, en toen door een pijl zijn gedood. De veldslag moet kort maar bloedig zijn geweest. Veel historici denken dat de Hongaren de kapitale fout maakten om zich niet te verplaatsen en de zware ruiterij der Duitsers op zich hebben laten afkomen. De vlucht van de Hongaren over de Lech naar het westen was nog zo massaal dat de inwoners van Augsburg dachten dat hun stad werd aangevallen.

## Nasleep
In de volgende dagen werden in de wijde omgeving nog kleine groepen van Hongaren stelselmatig gedood. Volgens de monnik Widukind van Corvey en de geestelijke Gerhard van Augsburg vonden in de dagen na de eigenlijke slag de meeste (vluchtende) Hongaren de dood en moet de vernietiging van dit leger gezien worden over meerdere dagen. De Hongaarse edelen en aanvoerders werden gevangengenomen en in Regensburg tijdens een massa-executie gedood.

## Regenweer
De Hongaarse kroniekschrijver Simon De Keza schreef eeuwen later dat Otto I de slag gewonnen had omdat het regende. Op zich geen onaannemelijke gedachte daar bereden boogschutters bij koud en nat weer niet op hun best waren; de verschillende delen van hun (gelijmde) bogen kwamen dan los.